# Passaui egyházmegye
A Passaui egyházmegye (latinul: Dioecesis Passaviensis, németül: Bistum Passau) egy németországi római katolikus egyházmegye. Alapítása a 8. századra tehető.
Az egyházmegye a München-Freisingi főegyházmegye szuffragán egyházmegyéje, székesegyháza az passaui Szent István-székesegyház. Jelenlegi püspöke Stefan Oster.

## Története

### Alapítása
Passau környékén már a 4. században elterjedt a kereszténység. Az ezt követő századokban több püspök és szerzetes végzett missziós szolgálatot a vidéken. Közülük is kiemelkedik Szent Bálint és Szent Szeverin. Állandó egyházszervezet azonban ekkor még nem alakult ki. Erre csak Szent Bonifác munkája nyomán került sor: 737-ben alapította meg az egyházmegyét, a regensburgi, a freisingi és a salzburgi előtt. Első püspökét, Vivilót III. Gergely pápa szentelte fel Rómában.
798-tól a salzburgi érsek alá tartozott, de hatalmas területe és a bajor hercegek bőkezű adományai folytán Passau gazdagságban és hatalomban versenyzett vele. A püspökség területe ekkor a mainál jóval nagyobb, közel 42 000 km² volt: nyugaton az Isar folyó, délen az Alpok határolta. Északon és keleten a mai Csehország és Magyarország nagy részét is lefedte. A következő évszázadokban a passaui püspökök többször is megkísérelték magukat kivonni a salzburgi metropolita alól és önálló egyháztartományt alapítani. Ennek érdekében igyekeztek a magyarok megtérítése által egyházmegyéjük nyugati határait kiterjeszteni. A térítés Piligrim idejére (971-991) sikeresen befejeződött, a püspök azonban nem tudta tervét keresztül vinni, II. Szilveszter pápa Magyarországon új érsekséget hozott létre Esztergom központtal.

### A Német-római Birodalomban
999-ben III. Ottó császár vásártartási, pénzverési, ítélkezési és vámjogot adományozott Krisztián püspöknek. Ettől kezdve tehát a passaui püspök világi hatalommal is rendelkezett, noha birodalmi fejedelmi rangot formálisan csak 1217-ben kapott. Az invesztitúraharc idején Altmann püspök (1065-1091) VII. Gergely pápa oldalára állt, amiért a császár megfosztotta előjogaitól. 1099-ben visszaállították e jogokat. A következő évszázadokban a püspökök egyházi és világi hatalma egyaránt növekedett. Az egyházmegyében számtalan kolostort alapítottak ebben az időszakban. (pl. Göttweig, Melk, Zwettl)

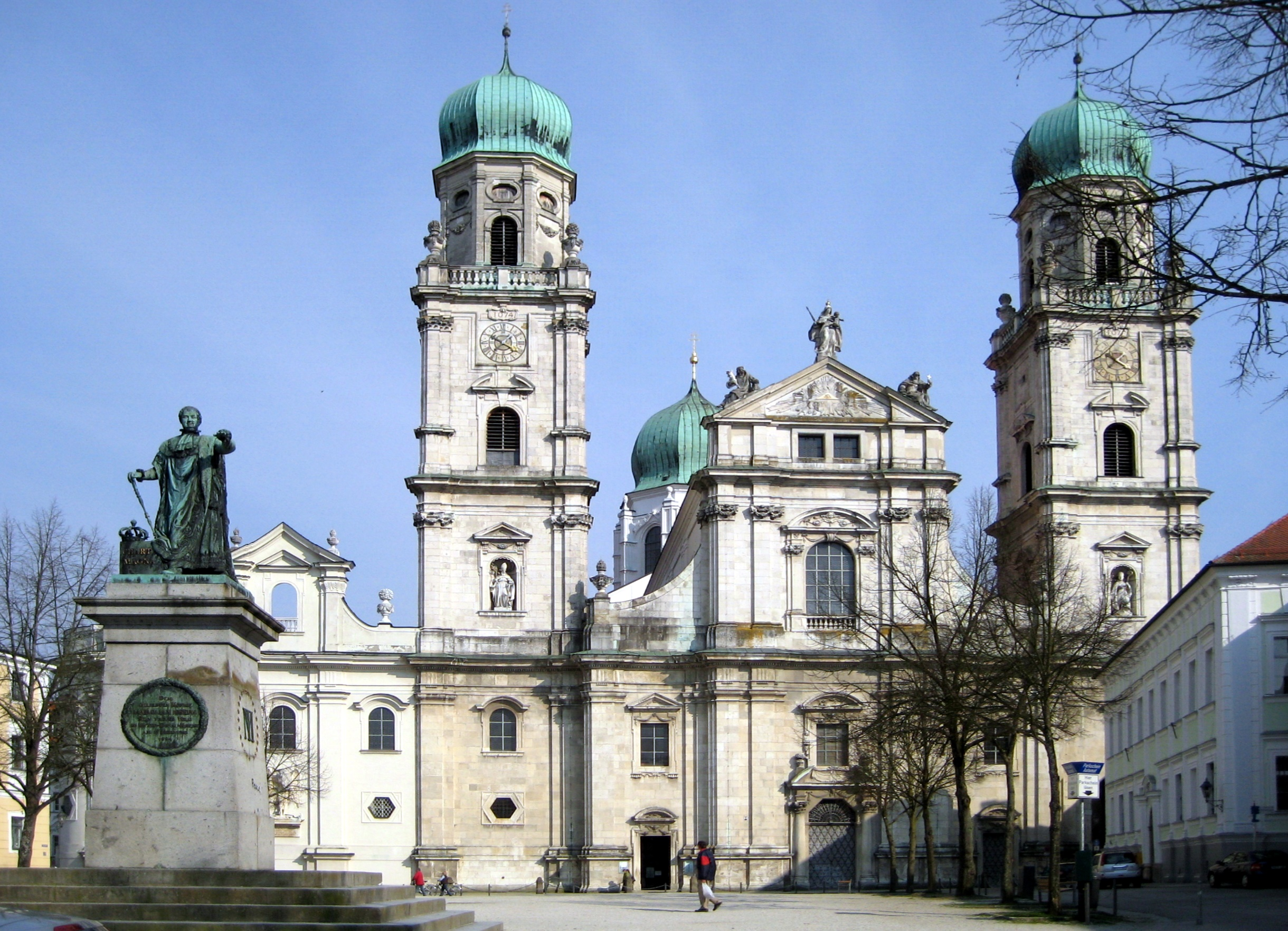
A Szent István-székesegyház

1469-ben a Habsburg-házi III. Frigyes császár nyomására II. Pál pápa In supramae dignitatis specula kezdetű bullájával létrehozta a Bécsi egyházmegyét, ezzel Passau jelentős területeket vesztett. A reformáció csak a püspökség ausztriai részeit érintette, de az I. Wolfgang (1540-1555) és Orbán (1561-1598) püspökök vezette ellenreformáció itt is sikeres volt, a püspökség egységesen katolikus maradt. 1662-ben a székesegyház leégett, ezután kezdték el építeni a ma is álló barokk székesegyházat, melyet 1688-ban szenteltek fel.
1722-ben Passaut az évszázados rivalizálás után végre kivonták a salzburgi érsek fennhatósága alól, ám további területeket vesztett az érseki rangra emelt Bécs javára. 1785. január 18-án II. József egyházreformja nyomán területe kétharmadát csatolták el két új osztrák egyházmegyét (Sankt Pölkten, Linz) létrehozva. Ezzel minden ausztriai területét elveszítette Passau.

### Szekularizáció és újjászervezés
A német szekularizációs hullám Passaut 1803-ban érte el, ekkor a püspök minden birtoka a Bajor Választófejedelemségre szállt, és a kolostorok többségét is megszüntették. Az egyházmegye azonban fennmaradt, 1813-ban és 1822-ben is több plébániát kapott Salzburgtól. 1826-ban megszűnt az egyházmegye exempt státusza: ekkor rendelték a München-Freisingi főegyházmegye alá.
XVI. Benedek pápa 2006 szeptemberében meglátogatta az egyházmegyét, melynek különlegességét az adta, hogy a pápa egyházmegyében található Marktlban született.

## Egyházszervezet
Az egyházmegye 5 442 km²-en terül el, Bajorország keleti részén. Közel félmillió hívő él itt. Az egyházmegyét a 2010-es évektől bevezetett reform nyomán 10 esperesi kerületre osztották, ezeken összesen 100 plébániaközösségben (Pfarrverbände) 305 plébánia működik.
Az egyházmegyében a szekularizáció előtt 24 kolostor működött. Ma négy férfi (két bencés, két kapucinus) és két női (egy ciszterci és egy teuton) kolostor működik.
Az egyházmegye templomai közül kiemelkedik az Altöttingi Mária-kegytemplom, mely különösen a 17. században volt népszerű búcsújáróhely, de ma is évi egymillió zarándokot vonz. Az altöttingi Szent Anna-bazilika, a niederalteichi és az osterhofeni apátásgi templom is basilica minor ranggal rendelkezik.

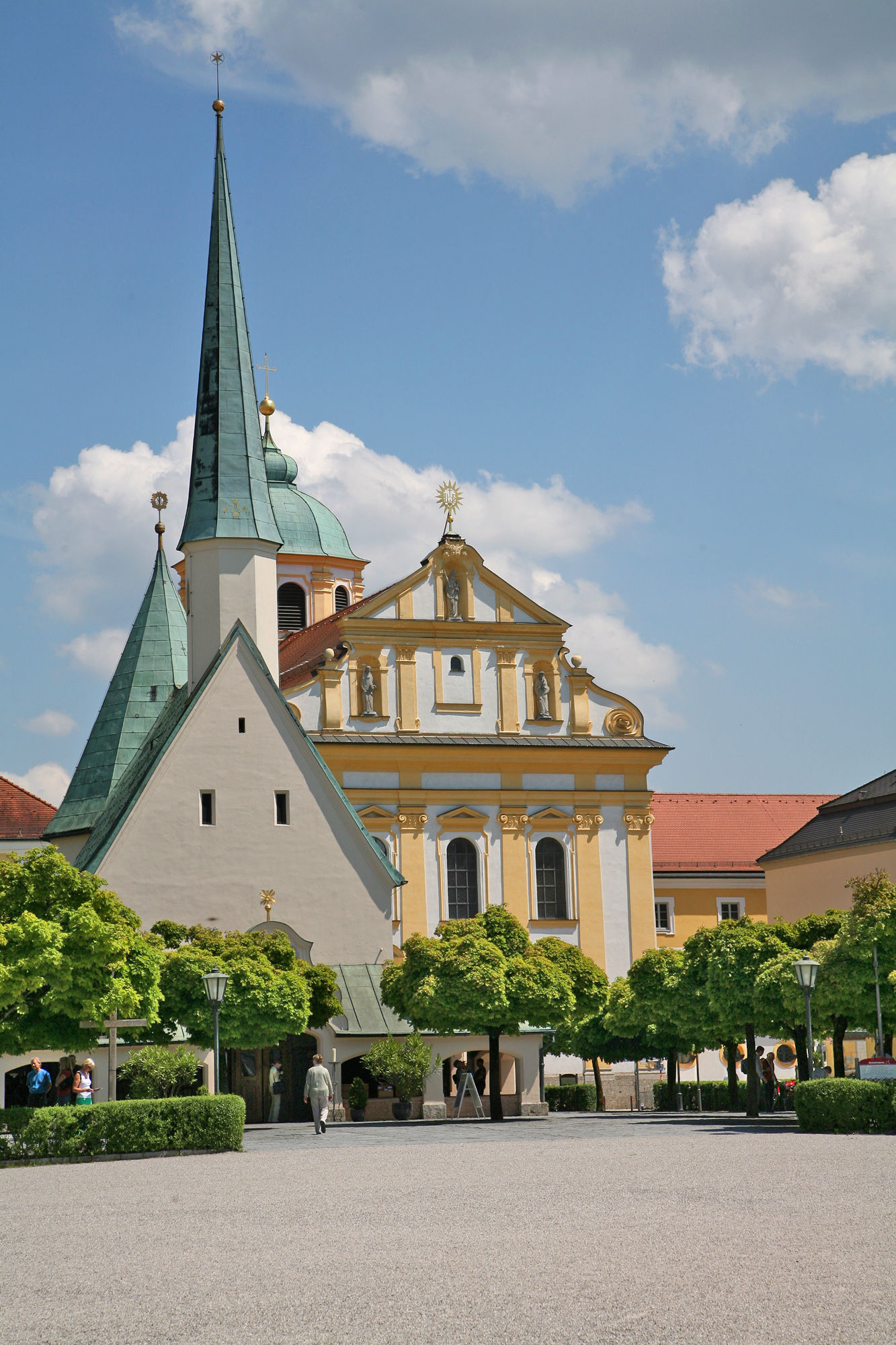
Az altöttingi kegytemplom, háttérben a barokk Szent Magdolna-templommal

## Az egyházmegye püspökei

### Passau püspökei
- Raetiai Szent Bálint (?-475)
- Vivilo (739-?)
- Beatus (?-753/754)
- Sidonius (753-756)
- Anthelm (?-?)
- Wisurich (770-777)
- Waldrich (777-804/805)
- Urolf (804/805-806)
- Hatto (806-817)
- Reginhar (818-838)
- Vacancy (838-840)
- Hartwig (840-866)
- Ermanrich (866-874)
- Engelmar (875-897)
- Wiching (898-899)
- Richard (899-902)
- Burkhard (903-915)
- Gumpold (915-932)
- Gerhard (932-946)
- Adalbert (946-970/971)
- Piligrim (971-991)
- Krisztián (991-1013)
- Berengar (1013-1045)
- Egilbert (1045-1065)
- Altmann (1065-1091)
- Hermann, von Eppenstein (1085-1087)
- Ulrik (1092-1121)
- Reginmar (1121-1138)
- Reginbert, von Hagenau (1138-1147/1148)
- I. Konrád, v. Babenberg (1148/1149-1164)
- I. Rupert (1164-1165)
- Albo (1165-1169)
- I. Henrik, v Berg (1169-1172)
- Diepold, v. Berg (1172-1190)
- Wolfger, v. Erla (1191-1204)
- Poppo (1204-1206)
- Manegold, v. Berg (1206-1215)

### Passau hercegpüspökei
- II. Ulrik (1215-1221)
- I. Gebhard, v. Plain (1222-1232)
- Rüdiger, v. Bergheim (1233-1249)
- II. Konrád, sziléziai herceg (1249)[1]
- Berthold, v. Pietengau (1250-1254)
- Ottó, v. Lonsdorf (1254-1265)
- Wladislaw, sziléziai herceg (1265-1265)[2]
- Péter (1265-1280)
- Wichard, v. Pohlheim (1280-1282)
- Gottfried (1282-1285)
- Bernhard, v. Prambach (1285-1313)
- II. Albert, osztrák herceg (1313)[3]
- II. Gebhard (1313-1315)[4]
- Henri de la Tour-du-Pin (1317-1319)[5]
- II. Albert,  százs-wittenbergi herceg (1320-1342)
- Gottfried, v. Weißeneck (1342-1362)
- III. Albert, v. Winkel (1363-1380)
- János, v. Scharffenberg (1381-1387)
- Hermann Digni (1387-1388)
- Rupert, v. Berg (1388-1390)
- György, v. Hohenlohe (1390-1423)(wd)
- Leonhard, v. Laiming (1423/1424-1451)
- Ulrik, v. Nußdorf (1451-1479)
- Gergely, Hessler (1480-1482)
- I. Frigyes, Mauerkircher (1482-1485)
- II. Frigyes, v. Öttingen (1485-1490)
- Kristóf, v. Schachner (1490-1500)
- Wiguleus Fröschl, v. Marzoll (1500-1517)
- Ernő, bajor herceg (1517-1541)[6]
- I. Wolfgang, v. Salm (1541-1555)
- II. Wolfgang, v. Closen (1555-1561)
- Orbán, v. Trennbach (1561-1598)
- Lipót, osztrák főherceg (1598-1625)
- Lipót Vilmos, osztrák főherceg, Magdeburgi és Brémai érsek (1625-1662)[7]
- Károly József, osztrák főheceg (1662-1664)[8]
- Wenzeslaus, v. Thun (1664-1673)
- Sebastian, v. Pötting-Persing (1673-1689)
- János Fülöp, gróf, v. Lamberg (1689-1712)
- Rajmund Ferdinánd, gróf, v. Rabatta (1713-1722)
- József Dominik, gróf, v. Lamberg (1723-1761)
- József Mária, gróf, v. Thun (1761-1763)
- Lipót Ernő, v. Firmian (1763-1783)
- József Ferenc Antal, v. Auersperg (1783-1795)
- Tamás János Gáspár, gróf, v. Thun-Hohenstein (1795-1796)
- Lipót Leonard, birodalmi gróf, v. Thun und Hohenstein (1796-1826)

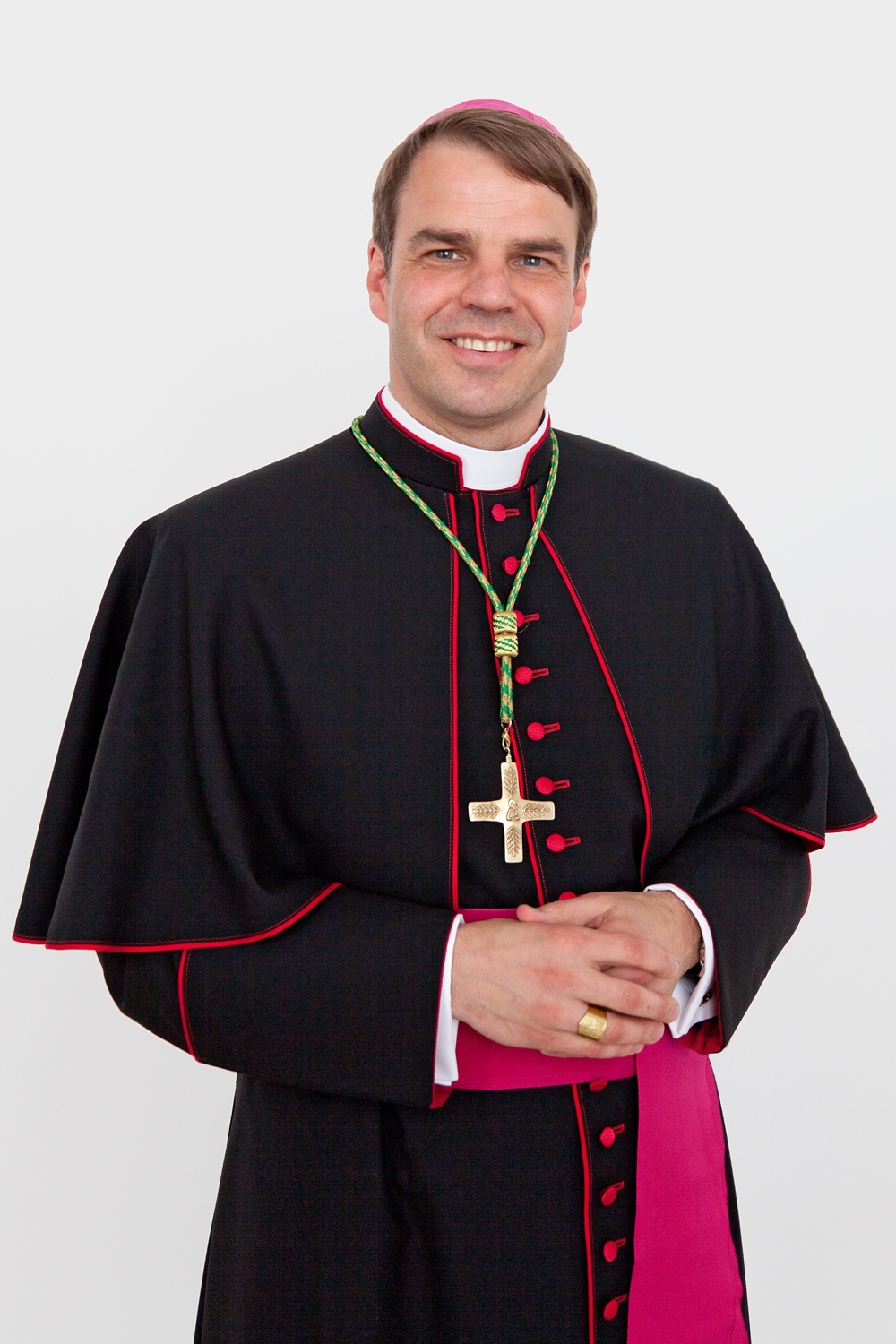
Stefan Oster

### Passau püspökei
- Karl Joseph von Riccabona, báró (1826. december 25.-1839. május 25.)
- Heinrich von Hofstätter (1839. július 6.-1875. május 12.)
- Joseph Francis von Weckert (1875. október 4.-1889. március 13.)
- Antonius von Thoma (1889. március 24.-1889. október 23.)
- Michael von Rampf (1889. december 8.-1901. március 29.)
- Anton von Henle (1901. április 3.-1906. október 18.)
- Sigismund Felix von Ow-Felldorf, báró (1906. október 18.-1936. május 11.)
- Simon Konrad Landersdorfer, OSB (1936. szeptember 11.-1968. október 27.)
- Antonius Hofmann (1968. október 27.-1984. október 15.)
- Franz Xaver Eder (1984. október 15.-2001. január 8.)
- Wilhelm Schraml (2001. december 13.-2012. október 1.)
- Stefan Oster, SDB (2014. május 24.- )

## Szomszédos egyházmegyék
- München-Freisingi főegyházmegye (délnyugat)
- Regensburgi egyházmegye (északnyugat)
- Plzeňi egyházmegye (észak)
- České Budějovice-i egyházmegye (északkelet)
- Linzi egyházmegye (délkelet)